# Deontay Wilder
Deontay Leshun Wilder (ur. 22 października 1985 w Tuscaloosa) – amerykański bokser wagi ciężkiej, brązowy medalista olimpijski w 2008 r. w Pekinie, były mistrz świata organizacji WBC. Pokonał 8 zawodników o tytuł mistrza świata wagi ciężkiej.

## Kariera amatorska
Zdobywca brązowego medalu w kategorii wagowej do 91 kg (ciężka) na letnich igrzyskach olimpijskich w 2008 roku w Pekinie.

## Kariera zawodowa
Wilder zdecydował się podpisać zawodowy kontrakt, ponieważ został ojcem, kiedy był jeszcze niepełnoletni. Jego córka od urodzenia miała chory kręgosłup, dlatego szukał szybkiej formy zarobku. Porzucił szkołę oraz pracę i zaczął treningi, mimo znikomej wiedzy na temat technik bokserskich.
Od listopada 2008 roku walczy na profesjonalnym ringu. Do 15 marca 2014 stoczył 31 walk, wygrywając wszystkie przez nokaut.
15 marca 2014 na gali w portorykańskim Bayamon, Wilder pokonał przez KO w pierwszej rundzie rodaka Malika Scotta (36-1-1, 13 KO).
16 sierpnia 2014 w Kalifornii pokonał przez RTD w czwartej rundzie rodaka Jasona Gaverna (25-16-4, 11 KO).

### Zdobycie mistrzostwa świataWBCi obrony
17 stycznia 2015 w Las Vegas po jednogłośnej decyzji sędziów (118:109, 119:108 i 120:107) w pojedynku z Haitańczykem z kanadyjskim paszportem Stiverne’em (24-2-1, 21 KO), został mistrzem świata organizacji WBC.
13 czerwca 2015 w Birmingham (Alabama) w pierwszej obronie tytułu, a także pierwszej walce mistrzowskiej w historii rodzinnej Alabamy, znokautował w dziewiątej rundzie rodaka Erica Molinę (23-3, 17 KO).
26 września 2015 w tej samej miejscowości pokonał przez techniczny nokaut w 11. rundzie Johanna Duhaupasa.
16 stycznia 2016 w Nowym Jorku pokonał przez KO w 9. rundzie Artura Szpilkę, w obronie mistrzostwa świata WBC.
21 maja 2016 miała odbyć się walka Wildera z rosyjskim championem Aleksandrem Powietkinem, która niemal w ostatniej chwili została jednak odłożona z powodu pozytywnego wyniku badań antydopingowych Powietkina.
16 lipca 2016 przystąpił do czwartej obrony tytułu mistrza świata federacji WBC, pokonując przez RTD w 8 rundzie Chrisa Arreolę (36-5-1, 31 KO).

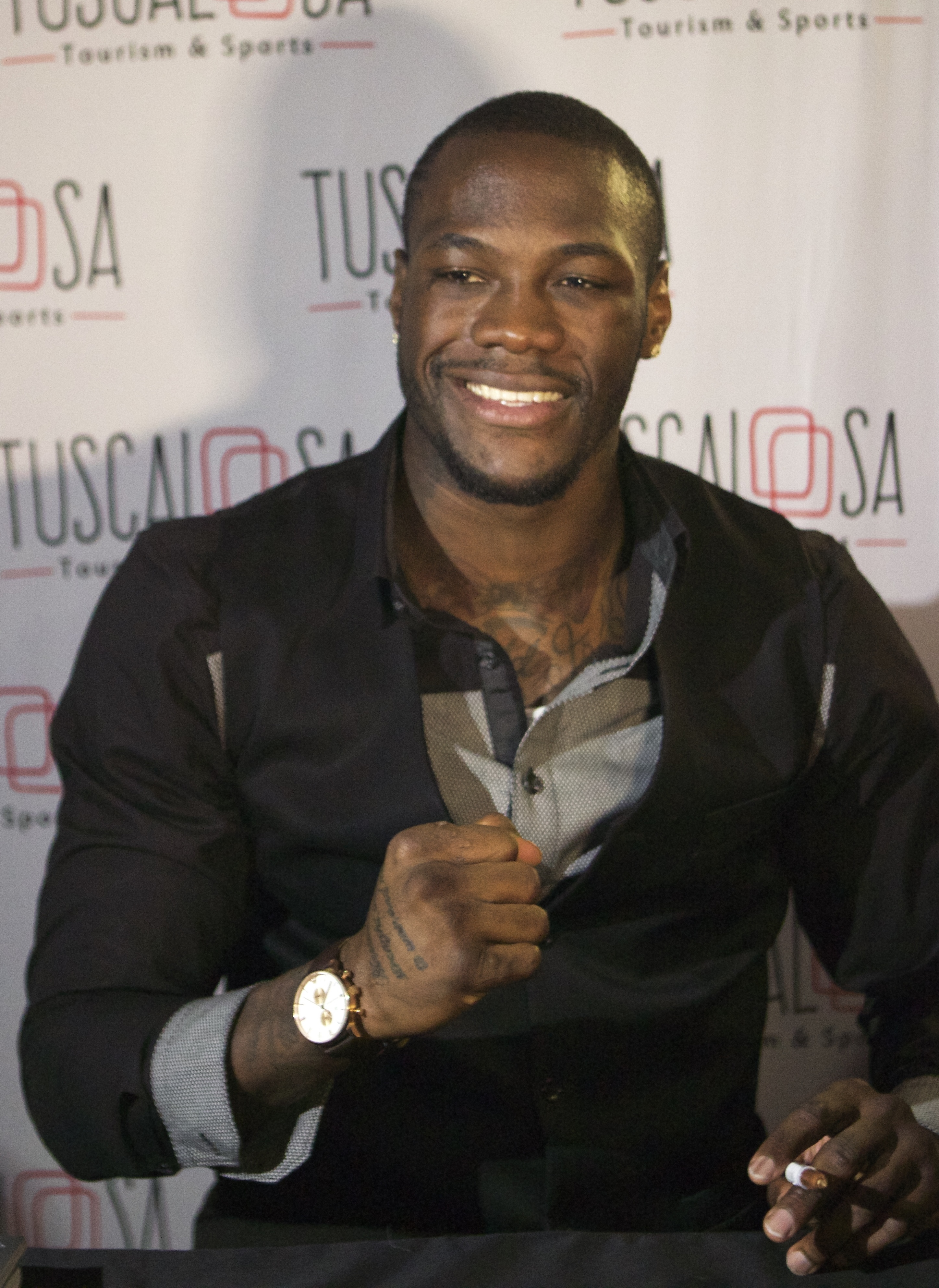
Wilder w 2015

25 lutego 2017 pokonał Geralda Washingtona w piątej rundzie przez nokaut techniczny broniąc piąty raz z rzędu tytuł mistrza świata WBC.
4 listopada 2017 w Nowym Jorku znokautował w pierwszej rundzie obowiązkowego pretendenta do tytułu, Bermane’a Stiverne’a (25-2-1, 21 KO). Jego rywal trzykrotnie lądował na macie ringu. Dla Wildera była to szósta z kolei skuteczna obrona mistrzowskiego pasa.
3 marca 2018 w hali Barclays Center na Brooklynie wygrał przez TKO w dziesiątej rundzie z Kubańczykiem Luisem Ortizem (28-1, 24 KO), broniąc skutecznie po raz siódmy tytułu federacji WBC.

### Walka z Tysonem Furym
1 grudnia 2018 w Staples Centre w Los Angeles spotkał się z Tysonem Furym (27-0, 19 KO). Po świetnych dwunastu rundach, podczas których Brytyjczyk dwukrotnie był liczony (w dziewiątej i dwunastej rundzie) sędziowie orzekli remis. Punktowali niejednogłośnie – 115:111 Wilder, 114:112 Fury i 113:113. Dwunasta runda tej walki została uznana za rundę roku 2018 przez Premier Boxing Champions.

### Kolejna obrona tytułu
18 maja 2019 w Barclays Centre w Nowym Jorku przystąpił do dziewiątej obrony tytułu mistrza świata federacji WBC w wadze ciężkiej. Jego rywalem był obowiązkowy pretendent Dominic Breazeale (20-1, 18 KO). Wygrał tę walkę przez nokaut już w pierwszej rundzie.

### Rewanż z Tysonem Furym i utrata tytułu
22 lutego 2020 w Las Vegas przegrał rewanżowy pojedynek z Furym przez techniczny nokaut w siódmej rundzie, tracąc tytuł mistrza świata wagi ciężkiej federacji WBC.

### Trylogia z Tysonem Fury
Trzecia walka pomiędzy Tysonem Fury a Deontayem Wilderem odbyła się 9 października 2021 (oryginalnie zaplanowana na 24 lipca 2021 r.), po tym jak Tyson Fury miał pozytywny wynik na obecność koronawirusa. Pojedynek wygrał Brytyjczyk przez nokaut w jedenastej rundzie (wcześniej Wilder był liczony w rundzie trzeciej i dziesiątej, zaś Fury dwukrotnie w czwartej).

### Wilder vs. Parker
23 grudnia 2023 roku w Rijadzie zmierzył się z byłym mistrzem świata federacji WBO wagi ciężkiej, Josephem Parkerem. Przegrał jednogłośną decyzją sędziów (108-120, 110-118, 111-118). Stawką walki były pasy WBC International i WBO Inter-Continental.

### Wilder vs. Zhang
1 czerwca 2024 zmierzył się z Zhangiem Zhilei. W walce wieczoru przegrał w piątej rundzie przez nokaut.

## Lista walk na zawodowym ringu[1]
| Wynik      | Rekord | Przeciwnik          | Rozstrzygnięcie | Runda, czas   | Data                 | Miejsce                                                                    | Uwagi                                                  |
| ---------- | ------ | ------------------- | --------------- | ------------- | -------------------- | -------------------------------------------------------------------------- | ------------------------------------------------------ |
| Przegrana  | 43-4-1 | Zhang Zhilei        | TKO             | 5 (12)        | 1 czerwca 2024       | Kingdom Arena, Rijad, Arabia Saudyjska                                     |                                                        |
| Przegrana  | 43-3-1 | Joseph Parker       | UD              | 12            | 23 grudnia 2023      | Kingdom Arena, Rijad, Arabia Saudyjska                                     |                                                        |
| Zwycięstwo | 43-2-1 | Robert Helenius     | KO              | 1 (12), 2:57  | 16 października 2022 | Barclays Center, Nowy Jork, Stany Zjednoczone                              |                                                        |
| Przegrana  | 42-2-1 | Tyson Fury          | KO              | 11 (12), 1:10 | 9 października 2021  | T-Mobile Arena, Las Vegas                                                  | Walka o pas mistrzowski WBC                            |
| Przegrana  | 42-1-1 | Tyson Fury          | TKO             | 7 (12), 1:39  | 22 lutego 2020       | MGM Grand Garden Arena, Paradise, Nevada, Stany Zjednoczone                | Utrata pasa mistrzowskiego WBC                         |
| Zwycięstwo | 42-0-1 | Luis Ortiz          | KO              | 7 (12), 2:54  | 23 listopada 2019    | MGM Grand, Grand Garden Arena, Las Vegas                                   | Obronił tytuł mistrzowski                              |
| Zwycięstwo | 41-0-1 | Dominic Breazeale   | KO              | 1 (12), 2:04  | 18 maja 2019         | Barclays Center, Brooklyn                                                  | Obronił tytuł mistrzowski                              |
| Remis      | 40–0–1 | Tyson Fury          | SD              | 12            | 1 grudnia 2018       | Staples Centre, Los Angeles, Stany Zjednoczone                             | Obronił tytuł mistrzowski                              |
| Zwycięstwo | 40-0   | Luis Ortiz          | TKO             | 10 (12) 1:34  | 3 marca 2018         | Barclays Center, Brooklyn                                                  | Obronił tytuł mistrzowski                              |
| Zwycięstwo | 39-0   | Bermane Stiverne    | KO              | 1 (12), 2:59  | 4 listopada 2017     | Barclays Center, Nowy Jork, Stany Zjednoczone                              | Obronił tytuł mistrzowski                              |
| Zwycięstwo | 38-0   | Gerald Washington   | TKO             | 5 (12), 1:45  | 25 lutego 2017       | Legacy Arena, Birmingham, Alabama, Stany Zjednoczone                       | Obronił tytuł mistrzowski                              |
| Zwycięstwo | 37-0   | Chris Arreola       | RTD             | 8 (12), 3:00  | 16 lipca 2016        | Legacy Arena, Birmingham, Alabama, Stany Zjednoczone                       | Obronił tytuł mistrzowski                              |
| Zwycięstwo | 36-0   | Artur Szpilka       | KO              | 9 (12), 2:24  | 16 stycznia 2016     | Barclays Center, Nowy Jork, Stany Zjednoczone                              | Obronił tytuł mistrzowski                              |
| Zwycięstwo | 35-0   | Johann Duhaupas     | TKO             | 11 (12), 0:55 | 26 września 2015     | Legacy Arena, Birmingham (Alabama), Alabama, Stany Zjednoczone             | Obronił tytuł mistrzowski                              |
| Zwycięstwo | 34-0   | Éric Molina         | KO              | 9 (12), 1:03  | 13 czerwca 2015      | Bartow Arena, Birmingham, Alabama, Stany Zjednoczone                       | Obronił tytuł mistrzowski                              |
| Zwycięstwo | 33-0   | Bermane Stiverne    | UD              | 12            | 17 stycznia 2015     | MGM Grand Garden Arena, Paradise, Nevada, Stany Zjednoczone                | Zdobył tytuł mistrza WBC w wadze ciężkiej              |
| Zwycięstwo | 32-0   | Jason Gavern        | RTD             | 4 (10), 3:00  | 16 sierpnia 2014     | StubHub Center, Carson, Kalifornia, Stany Zjednoczone                      |                                                        |
| Zwycięstwo | 31-0   | Malik Scott         | KO              | 1 (12), 1:36  | 15 marca 2014        | Coliseo Rubén Rodríguez, Bayamón, Portoryko                                |                                                        |
| Zwycięstwo | 30-0   | Nicolai Firtha      | KO              | 4 (10), 1:26  | 26 października 2013 | Boardwalk Hall, Atlantic City, New Jersey, Stany Zjednoczone               | Utrzymany tytuł wagi ciężkiej WBC Continental Americas |
| Zwycięstwo | 29-0   | Siarhiej Lachowicz  | KO              | 1 (10), 1:43  | 9 sierpnia 2013      | Fantasy Springs Resort Casino, Indio, Kalifornia, Stany Zjednoczone        | Utrzymany tytuł wagi ciężkiej WBC Continental Americas |
| Zwycięstwo | 28-0   | Audley Harrison     | TKO             | 1 (12), 1:10  | 27 kwietnia 2013     | Motorpoint Arena, Sheffield, Wielka Brytania                               |                                                        |
| Zwycięstwo | 27-0   | Matthew Geer        | TKO             | 2 (8), 1:16   | 13 stycznia 2013     | Centro de Convenciones, Villahermosa, Meksyk                               |                                                        |
| Zwycięstwo | 26-0   | Kelvin Price        | KO              | 3 (10), 0:51  | 15 grudnia 2012      | Memorial Sports Arena, Los Angeles, Kalifornia, Stany Zjednoczone          | Zdobył tytuł wagi ciężkiej WBC Continental Americas    |
| Zwycięstwo | 25-0   | Damon McCreary      | KO              | 2 (10), 0:55  | 8 września 2012      | The Hangar, Costa Mesa, Kalifornia, Stany Zjednoczone                      |                                                        |
| Zwycięstwo | 24-0   | Kertson Manswell    | TKO             | 1 (10), 2:10  | 4 sierpnia 2012      | Civic Center Expo Hall, Mobile, Alabama, Stany Zjednoczone                 |                                                        |
| Zwycięstwo | 23-0   | Owen Beck           | RTD             | 3 (8), 3:00   | 23 czerwca 2012      | Killer Buzz Arena, Tuscaloosa, Alabama, Stany Zjednoczone                  |                                                        |
| Zwycięstwo | 22-0   | Jesse Oltmanns      | TKO             | 1 (8), 0:26   | 26 maja 2012         | Oasis Hotel Complex, Cancún, Meksyk                                        |                                                        |
| Zwycięstwo | 21-0   | Marlon Hayes        | TKO             | 4 (8), 3:00   | 25 lutego 2012       | Scottrade Center, St. Louis, Missouri, Stany Zjednoczone                   |                                                        |
| Zwycięstwo | 20-0   | David Long          | KO              | 1 (8), 1:17   | 25 listopada 2011    | U.S. Bank Arena, Cincinnati, Ohio, Stany Zjednoczone                       |                                                        |
| Zwycięstwo | 19-0   | Daniel Cota         | KO              | 3 (8), 2:55   | 5 listopada 2011     | Centro de Convenciones, Cancún, Meksyk                                     |                                                        |
| Zwycięstwo | 18-0   | Dominique Alexander | TKO             | 2 (6), 2:02   | 27 sierpnia 2011     | Water Oaks Farm Arena, Tuscaloosa, Alabama, Stany Zjednoczone              |                                                        |
| Zwycięstwo | 17-0   | Damon Reed          | KO              | 2 (6), 1:59   | 18 czerwca 2011      | Tuscaloosa Amphitheater, Tuscaloosa, Alabama, Stany Zjednoczone            |                                                        |
| Zwycięstwo | 16-0   | Reggie Pena         | TKO             | 1 (6), 2:03   | 6 maja 2011          | Fantasy Springs Resort Casino, Indio, Kalifornia, Stany Zjednoczone        |                                                        |
| Zwycięstwo | 15-0   | DeAndrey Abron      | TKO             | 2 (6), 1:23   | 19 lutego 2011       | Shelton State Community College, Tuscaloosa, Alabama, Stany Zjednoczone    |                                                        |
| Zwycięstwo | 14-0   | Danny Sheehan       | KO              | 1 (6), 1:48   | 2 grudnia 2010       | Hilton Towers Ballroom, Lafayette, Luizjana, Stany Zjednoczone             |                                                        |
| Zwycięstwo | 13-0   | Harold Sconiers     | TKO             | 4 (6), 1:09   | 15 października 2010 | Fantasy Springs Resort Casino, Indio, Kalifornia, Stany Zjednoczone        |                                                        |
| Zwycięstwo | 12-0   | Shannon Caudle      | KO              | 1 (6), 1:04   | 25 września 2010     | Fitzgeralds Casino and Hotel, Tunica Resorts, Missisipi, Stany Zjednoczone |                                                        |
| Zwycięstwo | 11-0   | Dustin Nichols      | TKO             | 1 (6), 3:00   | 3 lipca 2010         | Club Palace, Hattiesburg, Missisipi, Stany Zjednoczone                     |                                                        |
| Zwycięstwo | 10-0   | Alvaro Morales      | TKO             | 3 (6), 1:23   | 30 kwietnia 2010     | Tropicana Las Vegas, Paradise, Nevada, Stany Zjednoczone                   |                                                        |
| Zwycięstwo | 9-0    | Ty Cobb             | KO              | 1 (6), 0:33   | 2 kwietnia 2010      | The Joint, Paradise, Nevada, Stany Zjednoczone                             |                                                        |
| Zwycięstwo | 8-0    | Jerry Vaughn        | KO              | 1 (6), 1:02   | 28 listopada 2009    | Duke Energy Convention Center, Cincinnati, Ohio, Stany Zjednoczone         |                                                        |
| Zwycięstwo | 7-0    | Travis Allen        | TKO             | 1 (4), 1:30   | 14 sierpnia 2009     | Desert Diamond Casino, Tucson, Arizona, Stany Zjednoczone                  |                                                        |
| Zwycięstwo | 6-0    | Kelsey Arnold       | KO              | 1 (4), 1:13   | 26 czerwca 2009      | Desert Diamond Casino, Tucson, Arizona, Stany Zjednoczone                  |                                                        |
| Zwycięstwo | 5-0    | Charles Brown       | KO              | 1 (6), 0:55   | 23 maja 2009         | Duke Energy Convention Center, Cincinnati, Ohio, Stany Zjednoczone.        |                                                        |
| Zwycięstwo | 4-0    | Joseph Rabotte      | KO              | 1 (4), 2:33   | 24 kwietnia 2009     | UIC Pavilion, Chicago, Illinois, Stany Zjednoczone                         |                                                        |
| Zwycięstwo | 3-0    | Richard Greene Jr.  | TKO             | 2 (4), 0:11   | 14 marca 2009        | Duke Energy Convention Center, Cincinnati, Ohio, Stany Zjednoczone         |                                                        |
| Zwycięstwo | 2-0    | Shannon Gray        | TKO             | 1 (4), 2:12   | 6 marca 2009         | James M. Trotter Convention Center, Columbus, Missisipi, Stany Zjednoczone |                                                        |
| Zwycięstwo | 1-0    | Ethan Cox           | TKO             | 2 (4), 2:54   | 15 listopada 2008    | Memorial Gymnasium, Nashville, Tennessee, Stany Zjednoczone                | Debiut w zawodowym boksie                              |

TKO – techniczny nokaut, KO – nokaut, UD – jednogłośna decyzja, SD- niejednogłośna decyzja, MD – decyzja większości, PTS – walka zakończona na punkty